# Waterboy
A Waterboy (The Water Boy) egy régi amerikai népdal.

A „Waterboy, hol bujkálsz?” kiáltás a gyapotültetvényeken szokásosan elterjedt kiáltás volt a „waterboyok” munka közbeni gyors megtalálására.
Számos szerző írta le, illetve rögzítette saját verzióját ennek a klasszikus afro-amerikai  népdalnak, köztük Jacques Wolfe és a Romániából bevándorolt Avery Robinson; aki aztán 1920-as években dzsesszzenei formában kezdte népszerűsíteni a dalt.
1949-től számos blues- és folkzenész saját feldolgozását énekelte el.
A „waterboynak” szóló hívás állítólag hasonlít César Cui, Csajkovszkij és Liszt klasszikus műveiben található dallamokra, valamint egy zsidó esküvői dalra és egy indián dallamra is.

## Híres felvételek
- Roland Hayes (1922)
- Fats Waller (1922, 1938)
- Paul Robeson (1934)
- Edric Connor (1947)
- Odetta[1] & Larry (1954, 1959)
- Bob Dylan (1960)
- Harry Belafonte & Odetta (1960)
- Jimmie Rodgers (1960)
- Don Shirley Trio (1961)
- Allan Sherman paródiája (1962)
- Roger Whittaker (1975)
- The Kingston Trio
- John Lee Hooker
- Rhiannon Giddens (2015)

## Filmek
- 1988: The Waterboy, r.: Frank Coraci
- 2001: Waterboys, r.: Shinobu Yaguchi
- 2015: Water Boyy, Thai film
  - ...és tévésorozatok